# Rasam

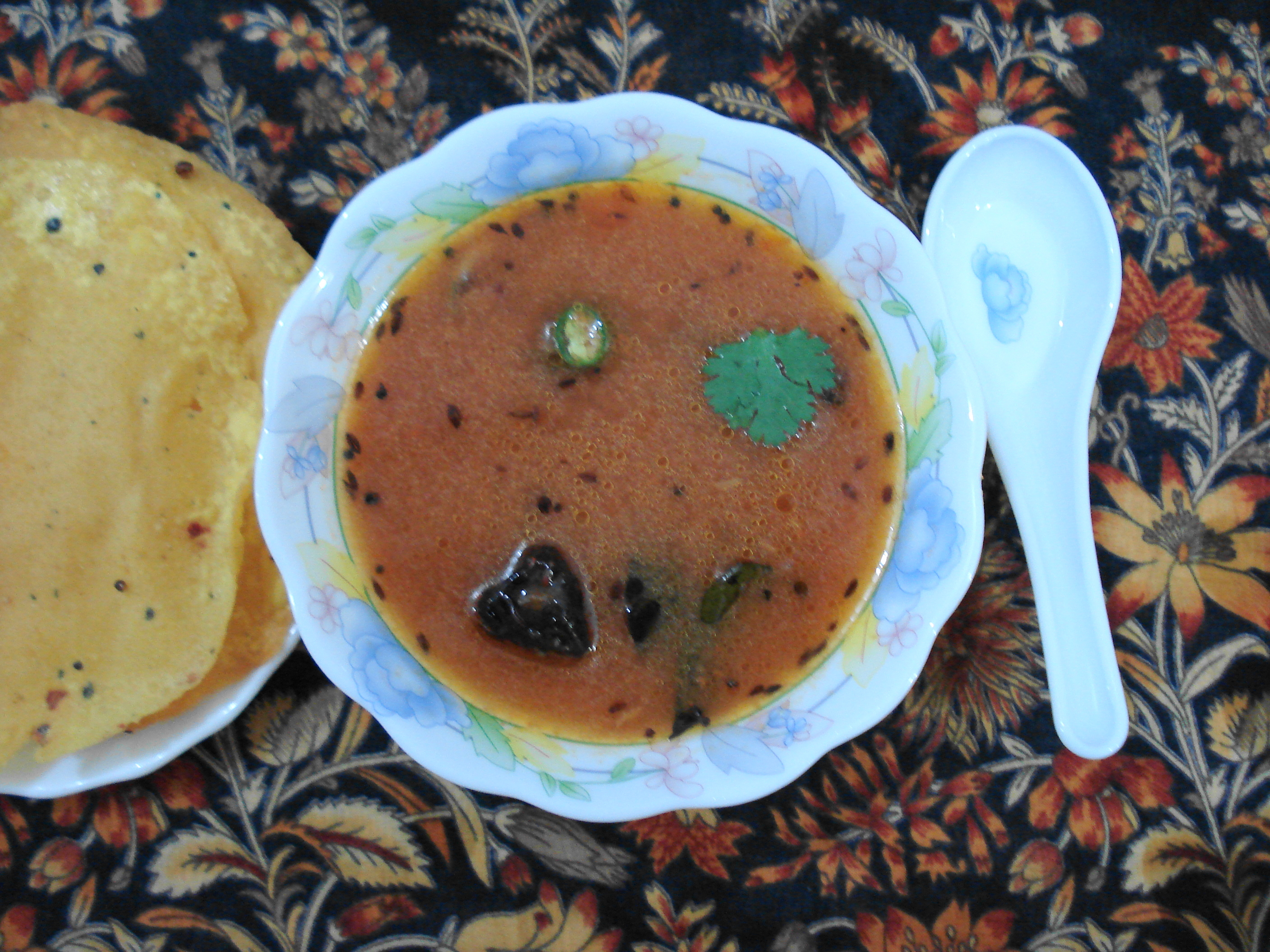
Rasam (zupa)

Rasam (tamilski: ரச‌ம், rasam; kannada: saru; telugu: ćaru)  – danie kuchni południowoindyjskiej, rodzaj rzadkiej zupy o kwaskowatym smaku, na bazie soku z owoców tamaryndowca (w istocie tamilskie słowo „rasam” znaczy dosłownie „sok”) z dodatkiem soczewicy i przypraw. W zależności od tradycji rodzinnych składniki – a zatem i smak – mogą się znacznie różnić.